# Operation Gift
Operation Gift (deutsch: Operation Geschenk; hebräisch מבצע תשורה, Mivtsa Tischura) war ein Kommandounternehmen der israelischen Streitkräfte (IDF), das am Abend des 28. Dezember 1968 durchgeführt wurde und bei der die Spezialeinheit Sajeret Matkal und Soldaten der Fallschirmjäger-Brigade unter dem Kommando von Rafael Eitan den Internationalen Flughafen von Beirut im Libanon angriffen und dort 14 Zivilflugzeuge libanesischer Fluggesellschaften zerstörten, nachdem arabische Terroristen zuvor eine El-Al-Maschinen entführt und eine weitere angegriffen hatten. Bei der Operation Gift gab es keine Todesopfer.

## Hintergrund
Am 22. Juli 1968 wurde ein El-Al-Flugzeug auf dem Weg von Rom nach Tel Aviv entführt und zur Landung in Algier gezwungen. Die drei Entführer – Mitglieder der Volksfront zur Befreiung Palästinas (PFLP) – wollten inhaftierte Kameraden im Austausch für die Geiseln freipressen. Wenige Tage später gab die israelische Regierung den Forderungen der Entführer nach und ließ die gewünschten Insassen frei. Daraufhin wurden zunächst die Frauen und Kinder im Flugzeug freigelassen und 39 Tage nach der Entführung auch die 12 Männer an Bord.
Etwa fünf Monate später, am Donnerstag, 26. Dezember, drangen zwei Terroristen der PFLP in den Athener Flughafen ein, schossen und warfen Handgranaten auf ein El-Al-Flugzeug. Ein israelischer Zivilist wurde getötet, eine Flugbegleiterin verletzt und das Flugzeug schwer beschädigt. Nur das schnelle Eingreifen des israelischen Sicherheitspersonals verhinderte, dass nicht noch mehr Schaden entstand.

## Vorbereitung
Als Reaktion auf diese beiden Aktionen beschloss Premierminister Levi Eschkol eine Militäroperation, die der arabischen Luftfahrt schaden sollte. Da die Beteiligten der beiden Aktionen im Libanon ausgebildet und dort stationiert waren – offenbar in voller Zusammenarbeit mit den libanesischen Behörden – wurde beschlossen, eine Operation auf dem Flughafen Beirut durchzuführen, die nur eine halbe Stunde dauern sollte. Man wollte arabische Passagierflugzeuge in die Luft sprengen, die auf dem internationalen Flughafen des Libanon stationiert waren.
Die Vorbereitungen standen unter Zeitdruck, der Befehl zur Ausführung wurde zwei Tage vor der Operation erteilt. Am Freitag, 27. Dezember wurde am Flughafen Lod (heute Ben Gurion) eine Übung an einem Modell durchgeführt. Es wurde beschlossen, Sprengladungen mit einem Gewicht von je fünf Kilogramm in den Fahrwerkschächten zu platzieren: eine Ladung im Hauptfahrwerkschacht im Flügel nahe den Tanks und eine zweite Ladung im Bugradschacht unter dem Cockpit. Man ging davon aus, dass dafür etwa drei Minuten pro Flugzeug benötigt würden. Die Kämpfer trugen ihre Armee-Uniformen und rote Baskenmützen.

## Durchführung
Am 28. Dezember 1968 um 20:37 Uhr starteten acht Super Frelon-Hubschrauber der 114. Staffel „Night Leaders“ und acht Bell 205-Hubschrauber der 124. Staffel „Rolling Sword“ vom Militärflugplatz Ramat David aus in Richtung Libanon. Sechs der Super Frelon-Hubschrauber transportierten die Angriffstruppe, die aus 64 Männern der Eliteeinheit Sayeret Matkal bestand, während die anderen beiden als Reserve fungierten. Sieben der Bell-Hubschrauber wurden für eine aktive Rolle bei der Mission eingesetzt, einer blieb in Reserve. Von den sieben sollten fünf bei der Evakuierung der Soldaten helfen, einer sollte als Kommandozentrale der Operation dienen und ein anderer sollte bei Patrouillen und Transportaufgaben Unterstützung leisten.
Die Hubschrauber trafen sich 12 Kilometer vor der libanesischen Küste, bevor sie in Richtung Beirut flogen. Weitere 36 Elitesoldaten wurden für einen schnellen Einsatz auf Ramat David in Bereitschaft gehalten, falls eine Rettungsmission durchgeführt werden musste. Zwei A-4 Skyhawk-Kampfflugzeuge und zwei Vautour-Jagdbomber befanden sich ebenfalls in der Luft, um bei Bedarf gegen einen libanesischen Militäreinsatz vorzugehen. Zwei Transportflugzeuge Nord Noratlas wurden gestartet, um anschließend bei der Evakuierung zu helfen, während zwei weitere zum Abwerfen von Leuchtraketen, zur Übertragung und zur Seenotrettung eingesetzt wurden. Eine Boeing 707 wurde über Nordisrael positioniert, um Funkrelais bereitzustellen. Ganz im Nordwesten Israels – auf dem Flugplatz Betzet – wurde eine Auftankstelle für Hubschrauber eingerichtet, wenn ihnen der Sprit ausging.
Da man mit der Möglichkeit rechnete, dass der Flughafen für eine erfolgreiche Evakuierung durch die Luft nicht gesichert werden konnte, wurde ein alternativer Ausgang über das Meer geplant. Die israelische Marine positionierte vier Raketenboote und zwei Torpedoboote vor der libanesischen Küste. Eines der Torpedoboote musste aufgrund eines Motorschadens zur Basis zurückkehren, während die anderen etwa 25 Kilometer vor der Küste Stellung bezogen. Schajetet 13-Kampfschwimmer der Navy fuhren in Schlauchbooten bis auf 1.500 Meter an die Küste heran, um bei Bedarf einen alternativen Evakuierungspunkt einzurichten.
Als die Sondereinheiten gegen 21:18 Uhr am Internationalen Flughafen von Beirut gelandet waren, teilten sie sich in drei Gruppen auf. Sie platzierten zwei Sprengsätze an jedem Flugzeug, das als Eigentum einer arabischen Fluggesellschaft identifiziert wurde. Einige der Flugzeuge hatten Passagiere an Bord, sodass die Soldaten ihnen befehlen mussten, die Flugzeuge zu verlassen. In einigen Fällen weigerten sie sich aber, und die Kämpfer schossen in die Luft, um sie zu vertreiben.
In der Zwischenzeit landete einer der Bell-Hubschrauber mit Brigadegeneral Rafael Eitan an Bord – dem Oberbefehlshaber der Mission – in der Nähe des Terminals, um als Kommandozentrale zu dienen. Ein weiterer Bell-Hubschrauber – geflogen von Eliezer Cohen – warf 20 Rauchfackeln und 95 Rauchgranaten vor den Gebäuden ab, um die Sicht auf das Geschehen vom Terminal und dem Kontrollturm aus zu unterbinden und warf dann Eisenstacheln auf die Straßen zum Flughafen, um alle Autos zu stoppen, die sich näherten. Fahrzeuge vom Flughafen, die zu entkommen versuchten, und Einsatzfahrzeuge, die zum Ort des Geschehens eilten, verursachten daraufhin einen Verkehrsstau, der als wirksame Blockade diente. Cohen flog dann in eine erhöhte Position, um mögliche libanesische Militärverstärkungen entdecken zu können. Schließlich bemerkte er einen Militärlastwagen, der versuchte, dem Stau auszuweichen und in das Flughafengelände einzufahren. Er gab Warnschüsse auf den Motor ab, woraufhin dieser zum Stehen kam.

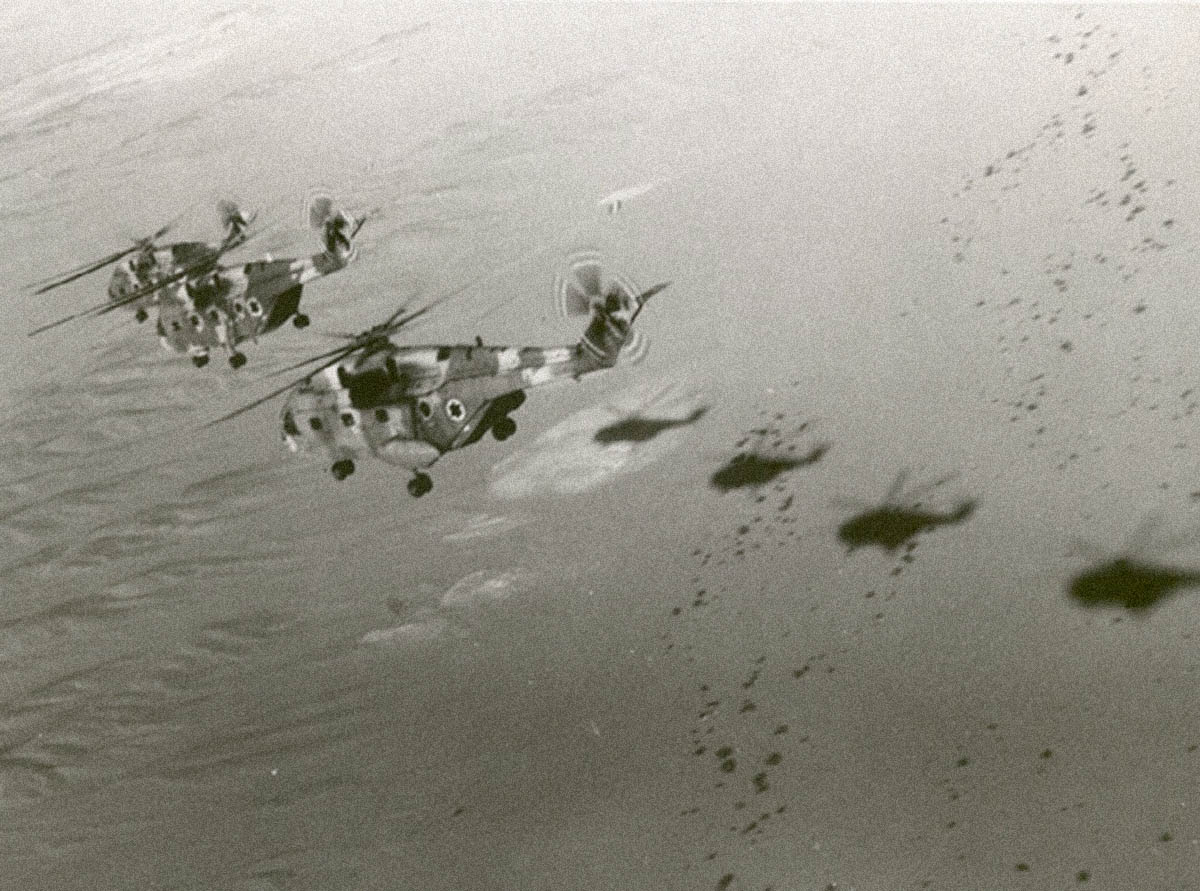
Super Frelon-Transporthubschrauber der IAF, wie sie in Operation Gift eingesetzt wurden
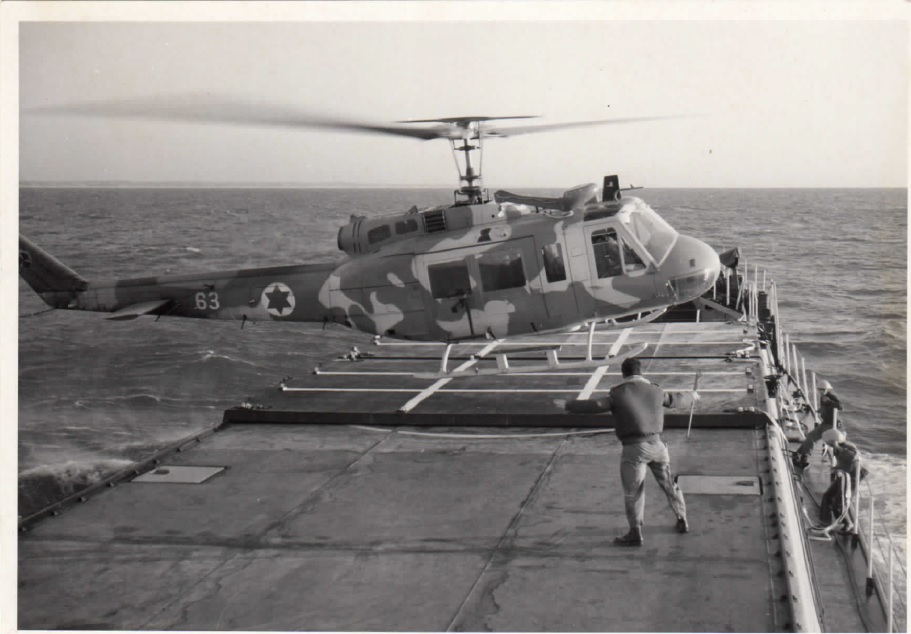
Ein Bell 205 Mehrzweckhubschrauber der IAF im Jahr 1968, auch benutzt in Operation Gift
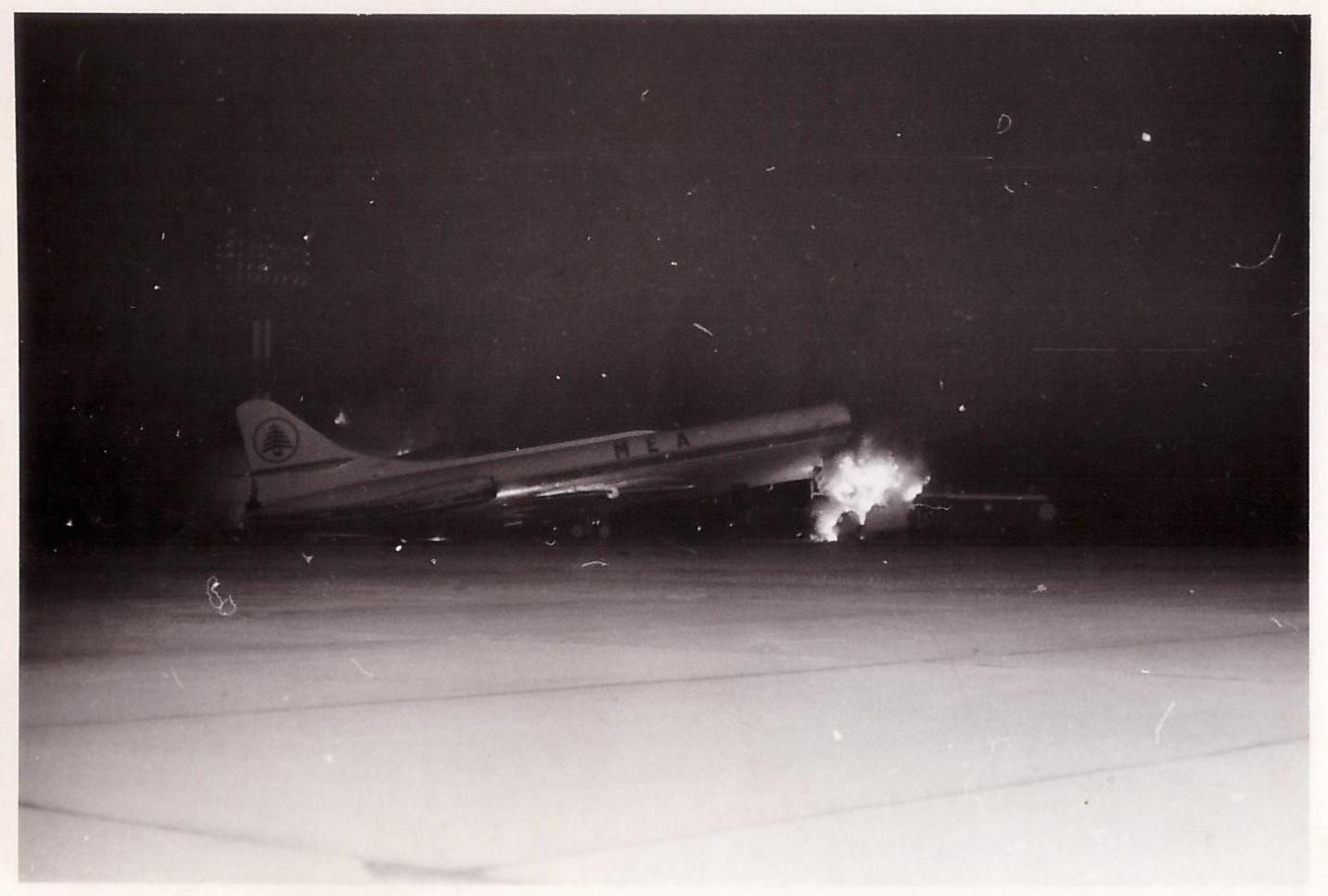
Eine der zerstörten Sud Aviation Caravelle nach dem Angriff auf den Flughafen Beirut
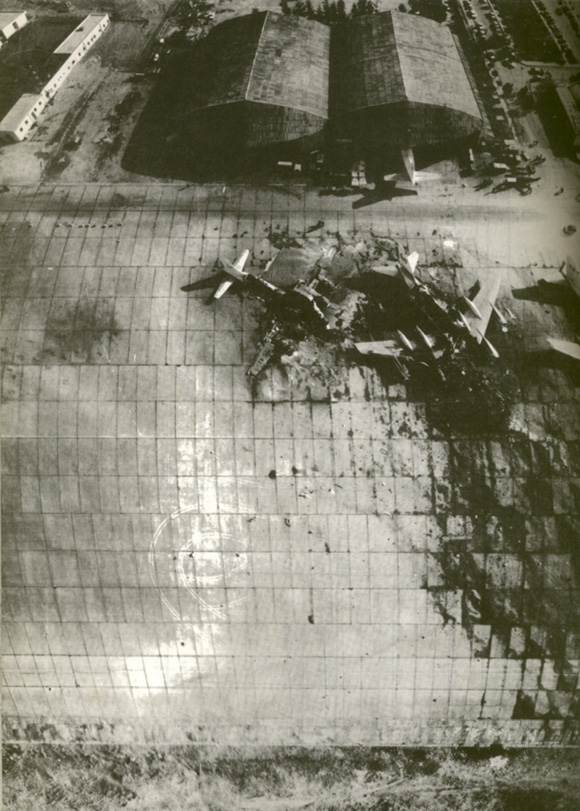
Zerstörte Zivilflugzeuge auf dem Beiruter Flughafen nach Operation Gift

Um eine größere Konfrontation mit dem libanesischen Militär zu vermeiden, betraten die israelischen Elitesoldaten nicht den militärischen Bereich des Flughafens. Sich nähernde Fahrzeuge wurden aber durch Warnschüsse davon abgehalten, auf das Flughafengelände vorzufahren. Während die Soldaten die Flugzeuge zerstörten, gerieten sie unter sporadischen Kleinwaffenbeschuss aus dem Terminalgebäude, wahrscheinlich Pistolenfeuer von Sicherheitsleuten des Flughafens, die durch die Rauchwand schossen. Sie antworteten mit Warnschüssen aus schweren Waffen, woraufhin das Feuer eingestellt wurde.
Nachdem sie ihre Aufgabe erfüllt hatten, begaben sich die israelischen Soldaten zum Evakuierungspunkt. Das Treibstoffdepot des Flughafens blieb auf Befehl von oben unangetastet. Als alle am Evakuierungspunkt eingetroffen waren und durchgezählt worden war, kehrten sie in den Hubschraubern nach Israel zurück. Da die Operation ohne Probleme verlaufen war, zogen auch die vor der libanesischen Küste bereitliegenden Marineboote wieder ab und kehrten zum Stützpunkt Haifa zurück.

## Ergebnis
Innerhalb einer halben Stunde waren 14 zivile Passagier- und Frachtflugzeuge von drei libanesischen Fluggesellschaften zerstört worden: Middle East Airlines (MEA), Lebanese International Airways (LIA) und Trans Mediterranean Airways (TMA Cargo), die zum Teil im Besitz von Air France und Firmen aus den USA waren. Der Wert dieser Flugzeuge wurde auf 42 bis 44 Millionen Dollar geschätzt. Britische Versicherungen erklärten sich bereit, insgesamt 18 Millionen Dollar Schadenersatz zu zahlen.
Die Israelische Marine hatte die Operation von See her mit vier Schiffen aus französischer Produktion begleitet. Die Beteiligung von in Frankreich hergestellten Schiffen und Hubschraubern war ein Vorwand für den französischen Präsidenten Charles de Gaulle, das Embargo gegen Israel zu verschärfen – einschließlich eines Auslieferungs-Stopps von fünf Schnellbooten, gebaut im Hafen von Cherbourg, die Israel aber wenig später in einem Handstreich entführte.
Während der Operation wurden insgesamt 15 Flugzeuge mit Sprengsätzen versehen, wovon sich eines zur Reparatur in einem Hangar befand. Mehrere Flughafenmitarbeiter hatten sich unbemerkt darin versteckt. Zu ihrem Glück explodierten die Sprengsätze nicht, die an diesem Flugzeug waren.

### Die zerstörten 14 Flugzeuge
- 8× Middle East Airlines (MEA):
  - 1× Vickers VC10 (geleast von Ghana Airways)[7]
  - 1× Boeing 707-320C
  - 2× Sud Aviation Caravelle VIN
  - 3× De Havilland DH.106 Comet 4C
  - 1× Vickers Viscount
- 4× Lebanese International Airways (LIA):
  - 2× Douglas DC-7
  - 2× Convair CV-990 Coronado
- 2× Trans Mediterranean Airways (TMA Cargo):
  - 1× Douglas DC-4
  - 1× Douglas DC-6[8]

### Reaktionen
Der UN-Sicherheitsrat trat auf Antrag des Libanon zusammen und verurteilte die Aktion. Eine besonders scharfe Reaktion gab es von Frankreich, dessen Präsident Charles de Gaulle das Embargo gegen Israel bereits zuvor verschärft hatte, das nun für alle Arten von Waffen und Ersatzteilen galt, einschließlich 50 Dassault Mirage 5-Kampfflugzeuge, die von der IAF bereits bestellt und weitgehend bezahlt waren. Diese wurden am Ende an die französische Luftwaffe geliefert und das Geld an Israel zurückgezahlt. Damit endete eine lange Periode des Erwerbs französischer Waffen durch die IDF, die ab den frühen 1970er Jahren durch den Kauf US-amerikanischer Waffen ersetzt wurde.

### Legendenbildung
Um die Operation Gift ranken sich eine Reihe von Legenden, von denen die bekannteste ist, dass der Kommandant des Unternehmens, Rafael Eitan, während der Operation eines der Cafés im Flughafen betrat, sich setzte und Kaffee bestellte, hastig trank, einen israelischen Geldschein auf den Tisch legte und wieder verschwand.